# Paralicornia
Paralicornia is een geslacht van mosdiertjes uit de  familie van de Candidae. De wetenschappelijke naam ervan is in 2014 voor het eerst geldig gepubliceerd door Leandro M. Vieira,  Mary E. Spencer Jones, Judith E. Winston, Alvaro E. Migotto en Antonio C.Marques.

## Soorten
- Paralicornia hamata (Tilbrook & Vieira, 2012)
- Paralicornia limatula (Hayward, 1988)
- Paralicornia obtecta (Haswell, 1880)
- Paralicornia pusilla (Smitt, 1872)
- Paralicornia sinuosa (Canu & Bassler, 1927)
- Paralicornia spatulata (d'Orbigny, 1851) (taxon inquirendum)
- Paralicornia spatulatoidea (Liu, 1980)
- Paralicornia unguiculata (Osburn, 1950)